# 1re division d'infanterie (Allemagne)
Pour les articles homonymes, voir 1re division.
La 1re division d'infanterie (1. Infanterie-Division) était une des divisions d'infanterie de l'Armée de terre allemande (Heer) de la Wehrmacht durant la Seconde Guerre mondiale.

## Histoire

### Création
L'état-major de la 1re division est formé le 1er octobre 1934 à Königsberg, dans le Wehrkreis I sur la base de l'Artillerieführer I, un état-major de commandement d'artillerie de la 1re division de la Reichswehr (cette dernière étant démantelée pour mettre sur pied d'autres divisions). La division conserve ce nom jusqu'au 15 octobre 1935 pour camoufler la violation du traité de Versailles que constitue l'expansion de la Reichswehr. En 1935, ce qui n'était encore qu'un état-major de division devient une division complète lorsque la conscription est réintroduite en Allemagne par Hitler. Le 3 février 1936, l'état-major de la division est transféré à Insterburg (Prusse-Orientale), toujours dans le Wehrkreis I.
La 1re division d'infanterie est presque exclusivement composée de Prussiens orientaux et conserve donc une forte connexion avec les traditions militaires prussiennes. En conséquence, l'insigne de la division reprend les armoiries de la maison de Hohenzollern : un écu écartelé de noir et de blanc surmonté d'une barre noire crénelée.

### Seconde Guerre mondiale

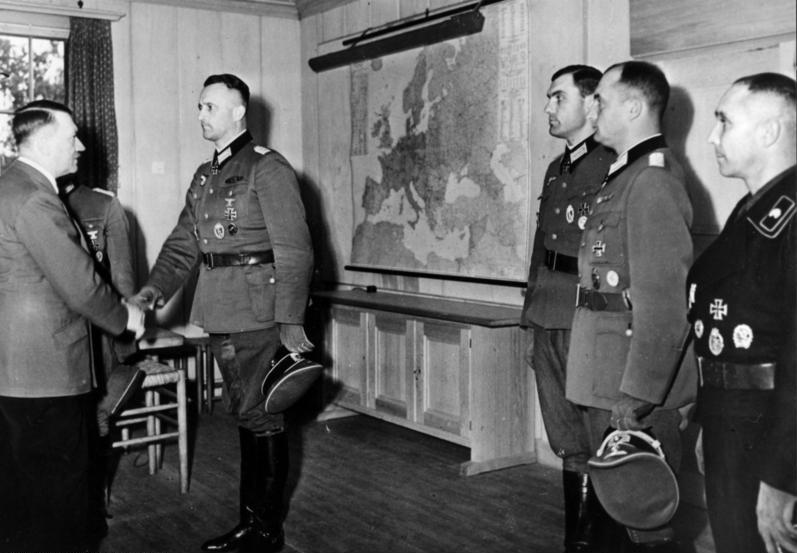
Remise par Hitler des feuilles de chêne de la Croix de chevalier de la croix de fer à l'Oberst Walter Lange (commandant du 43e régiment de grenadiers de la 1re division) le 15 septembre 1943 à la Wolfsschanze. De gauche à droite Adolf Hitler, (caché), l’Oberst Walter Lange (serrant la main de Hitler), le Major Theodor Tolsdorff, l’Oberst et le Major Franz Bäke.

La 1re division d'infanterie est mobilisée le 17 août 1939 pour participer à l'invasion de la Pologne,. Elle est intégrée à la 3e armée commandée par Georg von Küchler et passe la frontière polonaise le 1er septembre 1939 au sud de Neidenburg pour attaquer en direction d'Ostrołęka. Elle passe ensuite à l'est de Varsovie après avoir traversé Siedlce, puis progresse vers le nord jusqu'à la capitale polonaise au nord de Dęblin. Au cours de la campagne, la 1re division obtient de bons résultats au combat. Après la fin de la campagne de Pologne, la 1re division est transférée fin novembre 1939 à la 6e armée en Basse-Rhénanie.
Dans les mois qui précèdent la campagne de France, différents éléments sont prélevés à la 1re division pour renforcer la 291e. Seul l'Abteilung de reconnaissance divisionnaire (Divisions-Aufklärungs-Abteilung 1) participe activement à l'invasion de la France à partir du 11 mai 1940. Le gros de la division reste en réserve dans la région d'Aix-la-Chapelle. De là, elle traverse la Belgique via Saint-Trond jusqu'aux alentours d'Aire-sur-la-Lys (en France) sans participer aux combats. Elle est ensuite affectée à la 4e armée et avance vers le sud jusqu'à Saumur puis traverse la Loire à Chinon. Après l'armistice du 22 juin 1940, la 1re division d'infanterie gagne les Pyrénées pour sécuriser la côté atlantique. En septembre 1940, elle regagne finalement sa garnison en Prusse-Orientale. Le 21 septembre 1940, un tiers de ses effectifs sont ponctionnés pour former la 121e division d'infanterie.

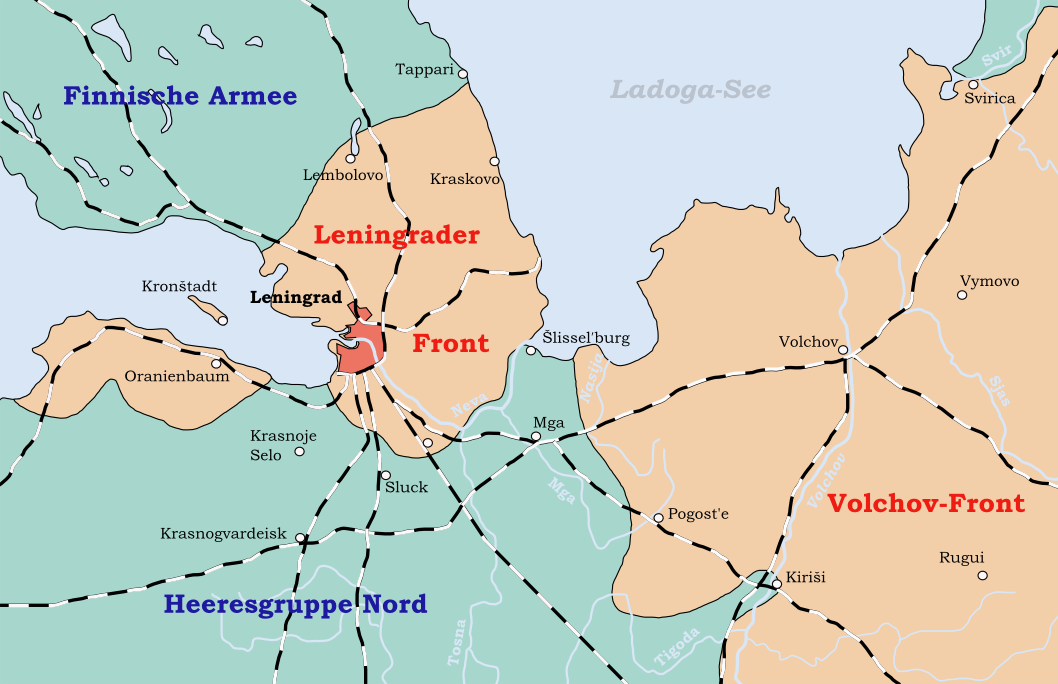
Carte de la situation du siège de Leningrad entre mai 1942 et janvier 1943. En vert, les zones contrôlées par la Wehrmacht et l'armée finlandaise et en orange les zones contrôlées par l'Armée rouge

À partir du 22 juin 1941, la 1re division d'infanterie participe à l'opération Barbarossa au sein de la 18e armée du groupe d'armée Nord, dont l'objectif est la capture de Leningrad. Elle prend notamment part à l'attaque de Šiauliai ainsi qu'à la bataille du lac Peïpous lors de l'opération défensive stratégique balte puis marche sur Pskov via Daugavpils. La division pousse ensuite vers Leningrad à travers la ligne de défense soviétique Louga-Kingissepp (cette dernière ville étant prise par la 1re division le 17 août 1940). Le 23 septembre 1941, la 1re division réussit à prendre Peterhof, à une vingtaine de kilomètres de Leningrad. Les pertes sont cependant extrêmement lourdes au cours de ces violents combats puisqu'en octobre, la division a perdu deux tiers de ses effectifs depuis juin. Elle est toutefois transférée en novembre 1941 dans la région située entre la Neva et la Volkhov, près du lac Ladoga. En mai 1942, la 1re division est transférée sur le front de la Volkhov pendant la bataille de Liouban. Elle y reste toute l'année pour résister aux attaques soviétiques en direction de Leningrad. Fin 1942, la 1re division est de nouveau transférée dans la zone du lac Ladoga. Elle y mène de violents combats défensifs pendant toute l'année 1943.
En janvier 1944, la 1re division est transférée vers la 1re Panzerarmee du Groupe d'armées Sud dans la région de Vinnytsia (RSS d'Ukraine) et y livre de durs combats défensifs pour tenter d'enrayer l'offensive Dniepr-Carpates. La 1re division réussit à éviter la destruction en mars 1944 s'extrayant de la poche de Kamianets-Podilskyï avec les restes de la 1re Panzerarmee. Au cours de l'opération, elle subit de très lourdes pertes en servant d'arrière-garde au 46e corps de blindés. Après s'être échappée de l'encerclement soviétique, la division se replie via Ivano-Frankivsk et Brody jusqu'au sud de Lviv. En août 1944, la 1re division est transférée au Groupe d'armée Centre (pratiquement détruit lors de l'opération Bagration) pour défendre sa région d'origine de Prusse-Orientale. Pour cela, elle reçoit des renforts qui portent ses effectifs à 10 bataillons d'infanterie. Après une brève contre-offensive en Lituanie pour restaurer le lien entre les groupes d'armées Nord et Centre (opération Doppelkopf), la 1re division est basée près de Schloßberg, au nord de Gumbinnen, où elle mène à nouveau de violents combats défensifs lors de l'opération Gumbinnen-Goldap en octobre 1944.
En janvier 1945, la division se retire à Königsberg. Après l'offensive de Prusse-Orientale, la 1re division d'infanterie se retrouve enfermée dans une poche autour de Königsberg. Elle recule vers la péninsule de Sambie en février, où elle est continuellement écrasée par les forces soviétiques jusqu'au 15 avril 1945. Certains débris de la division réussissent à se replier vers l'embouchure de la Vistule en passant par Pillau avant d'être évacués depuis Hela vers le Danemark. Les éléments de la division restés en Prusse sont faits prisonniers par l'Armée rouge tandis que ceux qui ont réussi à fuir sont capturés par des troupes britanniques dans le Schleswig-Holstein.

## Commandants
| Début            | Fin              | Grade                  | Nom                           |
| ---------------- | ---------------- | ---------------------- | ----------------------------- |
| 1er octobre 1934 | 1er avril 1935   | Generalmajor           | Georg von Küchler             |
| 1er avril 1935   | 4 février 1938   | Generalleutnant        | Walter Schroth                |
| 4 février 1938   | 14 avril 1940    | Generalleutnant        | Joachim von Kortzfleisch      |
| 15 avril 1940    | 12 juillet 1941  | Generalleutnant        | Philipp Kleffel               |
| 12 juillet 1941  | 4 septembre 1941 | Oberst                 | Dr. Friedrich Altrichter (de) |
| 4 septembre 1941 | 16 janvier 1942  | General der Kavallerie | Philipp Kleffel               |
| 16 janvier 1942  | 30 juin 1943     | General der Infanterie | Martin Grase                  |
| 1er juillet 1943 | 10 mai 1944      | General der Infanterie | Ernst-Anton von Krosigk       |
| 10 mai 1944      | 8 juin 1944      | Generalmajor           | Hans-Joachim Baurmeister (de) |
| 8 juin 1944      | 1er octobre 1944 | General der Infanterie | Ernst-Anton von Krosigk       |
| 1er octobre 1944 | 27 février 1945  | Generalleutnant        | Hans Schittnig (de)           |
| 27 février 1945  | 8 mai 1945       | Generalleutnant        | Henning von Thadden (de)      |

## Composition
| Artillerieführer I (1er octobre 1934) - Infanterie-Regiment Königsberg (Stab, I.-III., Ausb.) - Infanterie-Regiment Gumbinnen (Stab, I.-III., Ausb.) - Artillerie-Regiment Königsberg (Stab, I.-V.) - Pionier-Bataillon Königsberg A - Nachrichten-Abteilung Königsberg | 1. Infanterie-Division (15 octobre 1935) - Infanterie-Regiment 1 (Stab, I.-III.) - Infanterie-Regiment 22 (Stab, I.-III.) - Infanterie-Regiment 43 (Stab, I.-III.) - Artillerie-Regiment 1 (Stab, I.-III.) - Artillerie-Regiment 37 (I., II.) - Beobachtungs-Abteilung 1 - Panzerabwehr-Abteilung 1 - Pionier-Bataillon 1 - Infanterie-Divisions-Nachrichten-Abteilung 1 | 1. Infanterie-Division (6 octobre 1936) - Infanterie-Regiment 1 (Stab, I.-III.) - Infanterie-Regiment 22 (Stab, I.-III., Erg.) - Infanterie-Regiment 43 (Stab, I.-III.) - Maschinengewehr-Bataillon 31 - Artillerie-Regiment 1 (Stab, I.-III.) - Artillerie-Regiment 37 (I., II.) - Beobachtungs-Abteilung 1 - Panzerabwehr-Abteilung 1 - Pionier-Bataillon 1 - Infanterie-Divisions-Nachrichten-Abteilung 1 |

| 1. Infanterie-Division (12 octobre 1937) - Infanterie-Regiment 1 (Stab, I.-III.) - Infanterie-Regiment 22 (Stab, I.-III., Erg.) - Infanterie-Regiment 43 (Stab, I.-III.) - Maschinengewehr-Bataillon 31 - Artillerie-Regiment 1 (Stab, I.-III.) - Artillerie-Regiment 37 (I., II.) - Beobachtungs-Abteilung 1 - Panzerabwehr-Abteilung 1 - Pionier-Bataillon 1 - Infanterie-Divisions-Nachrichten-Abteilung 1 | 1. Infanterie-Division (10 novembre 1938) - Infanterie-Regiment 1 (Stab, I.-III.) - Infanterie-Regiment 22 (Stab, I.-III., Erg.) - Infanterie-Regiment 43 (Stab, I.-III.) - Maschinengewehr-Bataillon 31 - Artillerie-Regiment 1 (Stab, I.-III.) - Artillerie-Regiment 37 (I., II.) - Beobachtungs-Abteilung 1 - Panzerabwehr-Abteilung 1 - Pionier-Bataillon 1 - Infanterie-Divisions-Nachrichten-Abteilung 1 - Kraftfahr-Abteilung 1 | 1. Infanterie-Division (septembre 1939) - Infanterie-Regiment 1 (Stab, I.-III.) - Infanterie-Regiment 22 (Stab, I.-III.) - Infanterie-Regiment 43 (Stab, I.-III.) - Artillerie-Regiment 1 (Stab, I.-III.): Oberst Friedrich Mühlmann - Artillerie-Regiment 37 (I.) - Beobachtungs-Abteilung 1 - Divisions-Aufklärungs-Abteilung 1 - Panzerabwehr-Abteilung 1 - Pionier-Bataillon 1 - Infanterie-Divisions-Nachrichten-Abteilung 1 - Feldersatz-Bataillon 1 - Infanterie-Divisions-Nachschubführer 1 |

| 1. Infanterie-Division (Automne 1940) - Infanterie-Regiment 1 - Infanterie-Regiment 22 - Infanterie-Regiment 43 - Artillerie-Regiment 1 - Artillerie-Regiment 37 (I.) - Divisions-Aufklärungs-Abteilung 1 - Panzerjäger-Abteilung 1 - Pionier-Bataillon 1 - Infanterie-Divisions-Nachrichten-Abteilung 1 - Feldersatz-Bataillon 1 - Infanterie-Divisions-Nachschubführer 1 | 1. Infanterie-Division 1944 - Grenadier-Regiment 1 - Füsilier-Regiment 22 - Grenadier-Regiment 43 - Divisions-Füsilier-Bataillon 1 - Artillerie-Regiment 1 - Artillerie-Regiment 37 (I.) - Panzerjäger-Abteilung 1 - Pionier-Bataillon 1 - Infanterie-Divisions-Nachrichten-Abteilung 1 - Feldersatz-Bataillon 1 - Kommandeur der Infanterie-Divisions-Nachschubtruppen 1 |  |

## Affectations

### 1939
| Date     | Corps d'armée                           | Armée    | Groupe d'armées | Lieu                      |
| -------- | --------------------------------------- | -------- | --------------- | ------------------------- |
| 23 août  | Führungsstab z.b.V. 1 (ou Korps Wodrig) | 3e armée | Nord            | Prusse orientale, Pologne |
| Décembre | Réserve                                 | 6e armée | B               | Basse-Rhénanie            |

### 1940
| Date         | Corps d'armée | Armée     | Groupe d'armées | Lieu                     |
| ------------ | ------------- | --------- | --------------- | ------------------------ |
| Janvier      | Réserve       | 6e armée  | B               | Basse-Rhénanie           |
| Mars         | I             | 4e armée  | B               | Basse-Rhénanie, Belgique |
| 20 mai       | I             | 4e armée  | B               | Belgique, Somme, Loire   |
| 21 juin      | I             | 18e armée | B               | Côte atlantique          |
| 3 juillet    | I             | 7e armée  | B               | Côte atlantique          |
| 13 septembre | I             | 18e armée | B               | Prusse orientale         |

### 1941
| Date              | Corps d'armée | Armée          | Groupe d'armées | Lieu                 |
| ----------------- | ------------- | -------------- | --------------- | -------------------- |
| 1er janvier       | I             | 18e armée      | B               | Prusse orientale     |
| 22 avril          | I             | 18e armée      | C               | Prusse orientale     |
| 21 juin           | I             | 18e armée      | Nord            | Riga-Narva           |
| 7 juillet         | XXXVIII       | 18e armée      | Nord            | Narva                |
| 21 juillet        | XXXXI         | Panzergruppe 4 | Nord            | Riga-Narva-Leningrad |
| 15 août           | XXXVIII       | Panzergruppe 4 | Nord            | Riga-Narva-Leningrad |
| 17 août           | XXXXI         | Panzergruppe 4 | Nord            | Riga-Narva-Leningrad |
| 21 août           | XXXVIII       | Panzergruppe 4 | Nord            | Riga-Narva-Leningrad |
| 21 août           | XXXXI         | Panzergruppe 4 | Nord            | Riga-Narva-Leningrad |
| 23 août           | XXXVIII       | Panzergruppe 4 | Nord            | Leningrad            |
| Septembre/octobre | XXXVIII       | 18e armée      | Nord            | Leningrad            |
| 4 novembre        | Réserve       | 18e armée      | Nord            | Leningrad            |
| 9 novembre        | I             | 18e armée      | Nord            | Leningrad            |
| Décembre          | XXVIII        | 18e armée      | Nord            | Leningrad            |

### 1942
| Date        | Corps d'armée | Armée     | Groupe d'armées | Lieu       |
| ----------- | ------------- | --------- | --------------- | ---------- |
| 1er janvier | XXVIII        | 18e armée | Nord            | Leningrad  |
| 10 mai      | XXVI          | 18e armée | Nord            | Volkhov    |
| 18 mai      | I             | 18e armée | Nord            | Volkhov    |
| 4 décembre  | XXVI          | 18e armée | Nord            | Lac Ladoga |

### 1943
| Date               | Corps d'armée | Armée     | Groupe d'armées | Lieu        |
| ------------------ | ------------- | --------- | --------------- | ----------- |
| 1er janvier        | XXVI          | 18e armée | Nord            | Lac Ladoga  |
| 24 janvier         | LIV           | 18e armée | Nord            | Lac Ladoga  |
| 10 mars            | XXVI          | 18e armée | Nord            | Lac Ladoga  |
| septembre/décembre | XXVIII        | 18e armée | Nord            | Tigoda (en) |

### 1944
| Date              | Corps d'armée | Armée           | Groupe d'armées | Lieu                         |
| ----------------- | ------------- | --------------- | --------------- | ---------------------------- |
| Janvier           | Réserve       | 1re Panzerarmee | Sud             | Vinnytsia                    |
| Février/mars      | XXXXVI        | 1re Panzerarmee | Sud             | Poche de Kamianets-Podilskyï |
| Juillet           | LIX           | 1re Panzerarmee | Ukraine du Nord | Brody                        |
| Août              | XXVI          | 3e Panzerarmee  | Centre          | Schloßberg                   |
| Septembre/octobre | XXVI          | 4e armée        | Centre          | Schloßberg                   |
| novembre/décembre | XXVI          | 3e Panzerarmee  | Centre          | Schloßberg                   |

### 1945
| Date    | Corps d'armée | Armée            | Groupe d'armées | Lieu                |
| ------- | ------------- | ---------------- | --------------- | ------------------- |
| Janvier | XXVI          | 3e Panzerarmee   | Centre          | Schloßberg          |
| Février | XXXXI         | 4e armée         | Nord            | Königsberg          |
| Mars    | Réserve       | Sambie           | Nord            | Péninsule de Sambie |
| Avril   | XXVI          | Prusse orientale | -               | Pillau              |

## Récompenses
46 personnes de la Division ont été décorés de la Croix de chevalier de la Croix de fer.

## Personnages notables
- Theodor Tolsdorff, récipiendaire de la croix de chevalier de la croix de fer avec feuilles de chêne, glaives et brillants
- Guillaume de Prusse, prince allemand, petit-fils de l'empereur Guillaume II

### Sources générales
- (de) « 1. Infanterie-Division », sur Lexikon der Wehrmacht (consulté le 26 février 2024)

- (en) Theodor Hartmann, Wehrmacht divisional signs 1938 - 1945, Londres, Almark, 1972 (ISBN 978-0-85524-007-3).
- (de) Werner Haupt, Die deutschen Infanterie-Divisionen, 3 volumes, Eggolsheim, Dörfler im Nebel-Verl, coll. « Dörfler-Zeitgeschichte », 2005 (ISBN 978-3-89555-274-8)
- François de Lannoy et Georges Bernage, Les divisions de l'Armée de terre allemande, Heer, 1939-1945 : dictionnaire historique, Bayeux, Heimdal, 1997, 480 p. (ISBN 978-2-84048-106-5)
- (en) Samuel W. Mitcham, Hitler's legions: the German army order of battle, World War II, New York, Stein and Day, 1985 (ISBN 978-0-8128-2992-1).
- (en) George F. Nafziger, The German order of battle: Infantry in World War II, Londres, Greenhill Books, 2000, 591 p. (ISBN 9781853673931).
- (de) Georg Tessin, Verbände und Truppen der deutschen Wehrmacht und Waffen-SS im Zweiten Weltkrieg 1939 - 1945 / Zweiter Band, Die Landstreitkräfte 1-5, Osnabrück, Biblio Verl, 1977, 342 p. (ISBN 978-3-7648-0871-6, lire en ligne).

### Sources spécifiques
- (de) Werner Richter, Die 1. (ostpreussische) Infanterie-Division, Münich, Eigenverlag, 1975